# Рейнолдс, Гилберт Вестакотт
Гилберт Вестакотт Рейнольдс (англ. Gilbert Westacott Reynolds; 10 октября 1895, Бендиго, штат Виктория, Австралия — 7 апреля 1962, Мбабане, Свазиленд) — южноафриканский оптик и ботаник.

## Биография
Гилберт Рейнольдс родился 10 октября 1895 года в Бендиго, штат Виктория, Австралия. В 1902 переехал с родителями в
Йоханнесбург, где его отец создал оптический бизнес. Молодой Рейнольдс получил образование в колледже Сент-Джонс в Йоханнесбурге после чего принимал участие в Первой мировой войне, дослужившись до звания капитана. Позже он получил квалификацию окулиста, присоединившись к делу отца в 1921 году. Он занимался оптикой до 1960, когда он ушел на пенсию. Умер Гилберт Рейнольдс в Мбабане, Свазиленд 7 апреля 1967 года.

## Исследования рода "Aloe"
Заинтересованность Рейнольдса алоэ началась около 1930 года, когда близ Претории он собрал свой первый алоэ (который оказался "Aloe peglerae"). Рейнольдс принес его домой, посадив в заболоченный грунт, от чего растение быстро погибло. Исследователь захотел узнать причину этого и начал изучать условия роста алоэ в Южной Африке.
Рейнольдс, однако, был не одинок в своем чрезвычайном интересе к этому роду. Хью Бэзил Кристиан (англ. Hugh Basil Christian) (1871-1950) был одним из ведущих исследователей Алоэ в Южной Африке в первой половине двадцатого века. До 1933 года они конкурировали в изучении этих растений на Юге Африканского континента. Для того, чтобы решить этот конфликт, Фрэд Лонг из Порт-Элизабета, редактор журнала «Park Administration», организовал встречу этих двух соперников, после которой было решено, что Рейнольдс сосредоточится на изучении видов, расположенных южнее реки Лимпопо, в то время как Кристиан будет изучать те, что растут севернее.
Рейнольдс изучал алоэ в этой области в течение почти 20 лет, объездив за это время 170 000 км в Южной Африке, разыскивая, собирая и фотографируя растения в дикой природе. Он накопил большое количество данных о 133 видах. Кульминацией этой работы стала публикация 1950 года монументального труда «Алоэ Южной Африки» (англ. «The Aloes of South Africa»). По словам специалистов книга Рейнольдса стало истинной вехой в истории публикаций с флоры региона. Она и до сих пор остается, одним из самых значимых исследований рода "Aloe".
Того же года умирает его коллега-соперник Гарольд Бэзил Кристиан и Рейнольдс начал исследования алоэ тропической Африки, Аравии и Мадагаскар. Между 1951 и 1960 он проехал около 70 000 км. в поисках "Aloe". Одной из его целей было повторно найти, насколько это возможно, ареалы алоэ, описанные в предыдущих работах. По результатам своих путешествий он написал серию статей в журнале «African Wild Life», описывающие поездки в Анголу, Эфиопию, Эритрею, на Мадагаскар, в Малави, Сомали и Танзанию. Он посетил почти все регионы, где растут алоэ, кроме Аравии и Сокотры.
Одним из важнейших помощников Рейнольдса в его полевых исследованиях был швейцарец по происхождению Питер Рене Оскар Балли (англ. Peter René Oscar Bally) (1895-1980). В 1953 году Рейнольдс и Балли путешествовали Эфиопией и Сомали, виды алоэ, которые растут в Южной Эфиопии и Сомали были несовершенной описаны, и не имели никаких иллюстраций. Результатом их сотрудничества
в этой экспедиции стала публикация с описанием восьми новых видов и варитетв Сомали.
Кроме Балли с Рейнольдсом сотрудничали местные исследователи из разных стран Тропической Африки. Особенно плодотворным было сотрудничество с Мэри Ричардс (1885-1977) — самым выдающимся ботаническим коллекционером, по словам Рейнольдса в Замбии и Танзании. В 1964 году в память о ней он назвал новый вид "Aloe richardsiae".
Одной из целей работы Рейнольдса над изданием справочника с алоэ было подготовить и опубликовать самые лучшие иллюстрации видов. Понимая, что одна хорошая иллюстрация стоит больше, чем многие неготовые страницы описания, он фотографировал каждый вид Алоэ со всех возможных ракурсов, уделяя большое внимание фототехнике и фотоматериалам, поэтому качество цветных фотографий в его книге была очень высокой, как для издания 1950 года. Монография «Алоэ Южной Африки» (англ. «The Aloes of South Africa») сразу была признана специалистами одной из лучших монографий, посвященных суккулентным растениям. Она выдержала еще 3 переиздания: в 1969, 1974 и 1982 году.
Об алоэ из Тропической Африки, Аравии и Мадагаскара говорится во второй книге Рейнольдса «Алоэ Тропической Африки и Мадагаскара» (англ. The Aloes of Tropical Africa and Madagascar), в которой описан 151 вид алоэ, растущих к северу от Лимпопо в тропической Африке, Аравии, Сокотре, в том числе 46 видов из Мадагаскара. Она основана на его исследованиях рода "Aloe" начиная с 1950 года после смерти Бэзила Кристиана.
Количество публикаций Гилберта Рейнольдса о род "Aloe" составляет не менее 122, 8 из них являются книгами. При этом только в двух этих публикациях он сотрудничал с другими авторами, в остальной Рейнольдс — единственный автор.

## Награды
Гилберт Вестакотт Рейнольдс получил много наград. В июле 1951-го Южная Африканская ассоциация продвижения науки присудила ему Почетную грамоту того же года он стал членом Общества Линнея.
27 июня 1952 Университет Кейптауна присудил ему степень почетного доктора «за выдающийся вклад в ботаническую науку его роботамии по роду "Aloe"».
Ботаническое общество Южной Африки наградило его медалью Болюса в 1966.
Том 34 престижного журнала «Цветущие растения Африки» (англ. «Flowering Plants of Africa») полностью посвящен Гилберту Рейнольдсу (1961).

## Памяти
Имя Рейнольдса увековечено в названиях некоторых растений, в частности:
- "Aloe reynoldsii",
- "Dierama reynoldsii",
- "Kniphofia reynoldsii",
- "Streptocarpus reynoldsii".

Имя Рейнольдса носят ворота в Национальном ботаническом саду Претории, созданные Гансом Бругерром. Ворота состоят из двух идентичных центральных блоков, которые образуют зеркальное отражение друг друга. На них изображены 6 различных видов алоэ.